# 林樹梅
林樹梅（1808年—1851年），字瘦雲，又字歗雲，號歗雲子、鐵笛生，金門人，本姓陳，父親為陳春甫，後過繼給林廷福。曾做過臺灣鳳山知縣曹謹幕僚，而後因有籌畫長才為世所知，被閩浙總督鄧維廷、顏伯熹、興永泉道劉耀椿、汀漳泉道徐繼畬、龍溪知縣曹銜達先後徵詢或招聘，林則徐亦曾邀請林樹梅協助事務。
曾參與過《金門志》的編輯，著有《嘯雲文抄》十四卷、《詩抄》八卷、《文章寶筏》一卷、《詩餘》二卷、《沿海圖說》、《戰船占測》、《雲影集》、《詩文續抄》、《歗雲日記》等若干卷。